# Mnemòsine
|  | Per a altres significats, vegeu «(57) Mnemosyne». |

Mnemòsine (grec antic Μνημοσύνη), en la mitologia grega, era la deessa de la memòria. Filla d'Urà (el cel) i de Gaia o Gea (la Terra), i pertany al grup de les Titànides. De la seva unió amb Zeus, a Pièria, durant nou nits, van néixer les nou Muses, que van ser la font d'inspiració dels artistes. Cada musa tenia la seva funció dins dels gèneres artístics:
- Urània (astronomia)
- Polímnia (cant)
- Clio (història)
- Melpòmene (tragèdia)
- Cal·líope (èpica)
- Talia (comèdia)
- Euterpe (música)
- Terpsícore (dansa)
- Èrato (poesia lírica)

A Lebadea, a Beòcia, hi havia una "font de la memòria" (Mnemòsine), al costat de la "font de l'oblit" (Lete) de les aigües de les quals havien de beure els qui anaven a consultar l'oracle de la ciutat.